# Акт за раждане
Свидетелството за раждане е официалното потвърждение на страната, потвърждаваща раждането, в което се определя името на новороденото, неговия пол, датата на раждане, място на раждане и имена на родителите. В много страни, особено в миналото, сертификатът също определя етническата принадлежност на новороденото. Сертификатът за раждане служи като доказателство при поискване на гражданство и е единственият официален документ на непълнолетно лице, докато му бъде издадена лична карта.